# Anica Balažević
Anica Balažević (Tavankut, 25. ožujka 1914. – 4. veljače 1992.) je naivna umjetnica u tehnici slame. Rodom je bačka Hrvatica.

## Životopis
Rodila se u Tavankutu 1914. godine. 
Osnovala je HKPD Matija Gubec iz Tavankuta, čija je predsjednica bila u nekoliko navrata u dužim razdobljima. Već onda je bila poznat pletilja slamenih ukrasa i simbola. Stoga se je 1967. uključila u rad Likovne kolonije ovog društva. Prvi put je izlagala na izložbi Naivna umjetnost žena Bačkog Brega, Uzdina i Tavankuta koja se je održala u njenom rodnom selu 1970. godine. Ukupno je sudjelovala na 60 izložbi.
Pojavila se u poznatom dokumentarnom filmu Ive Škrabala Slamarke divojke iz 1970. godine, zajedno s Ružom Dulić (iz Tavankuta), Marijom Ivković Ivandekić (iz Đurđina), Katom Rogić (iz Đurđina), Margom Stipić (iz Tavankuta), Tezom Vilov (iz Bikova) i Ruškom Poljaković (iz Đurđina).
Pripadala je skupini slikarica-slamarki koje su se 1980-ih aktivirale nakon dugogodišnjeg zamiranja aktivnosti Likovne sekcije. Osim nje, od obnoviteljica su bile i Marga Stipić, Matija Dulić, Marija Ivković Ivandekić, Rozalija Sarić, Kata Rogić i dr. Vremenom su im se pridružile i nove umjetnice (Đurđica Stantić i dr.). Godine 1986. je Likovna sekcija prerasla u Koloniju naive u tehnici slame. Sazivi tih kolonija su dodatno afirmirali Margu Stipić, Katu Rogić, Mariju Ivković Ivandekić, Rozaliju Sarić te već prije poznate kolegice, ali i nove članice kolonije.

## Vanjske poveznice
- HKPD Matija Gubec Tavankut  Arhivirana inačica izvorne stranice od 4. veljače 2014. (Wayback Machine) Ana Crnković s dijelom sudionika Kolonije naive u tehnici slame u Tavankutu 1986.
- Arhivirana inačica izvorne stranice od 4. veljače 2014. (Wayback Machine) Slika Anice Balažević: Naš salaš, slama, 1987.
- Arhivirana inačica izvorne stranice od 4. veljače 2014. (Wayback Machine) Slika Anice Balažević: Momačko kolo, slama, 1989.